# Má vlast (Čína)
Má vlast (čínsky 我的祖国; pinyin: Wǒde zǔguó; český přepis: Wo-te cu-kuo) je známá čínská píseň. Poprvé zazněla v černobílém válečném filmu Šang-kan-ling (上甘岭) z roku 1956, který zachycuje 24 dní dlouhé obklíčení čínských jednotek v bitvě o horu Šang-kan-ling roku 1952 během korejské války. Autorem hudby je Liou Čch’ (刘炽), slova napsal Čchiao Jü (喬羽). Původní interpretkou byla Kuo Lan-jing (郭兰英), novější verzi pak mj. nazpívala Chan Chung (韩红).
Skladba Má vlast se záhy po svém vzniku stala klasickou revoluční písní Komunistické strany Číny.

## Původní text písně
| Čínština | Hanyu pinyin | Český přepis |
| --- | --- | --- |
| 一条大河波浪宽 风吹稻花香两岸 我家就在岸上住 听惯了艄公的号子 看惯了船上的白帆 这是美丽的祖国 是我生长的地方 在这片辽阔的土地上 到处都有明媚的风光 姑娘好像花儿一样 小伙儿心胸多宽广 为了开辟新天地 唤醒了沉睡的高山 让那河流改变了模样 这是英雄的祖国 是我生长的地方 在这片古老的土地上 到处都有青春的力量 好山好水好地方 条条大路都宽畅 朋友来了有好酒 若是那豺狼来了 迎接它的有猎枪 这是强大的祖国 是我生长的地方 在这片温暖的土地上 到处都有和平的阳光 | Yī tiáo Dàhé bōlàng kuān fēng chuī dào huāxiāng liǎng'àn wǒjiā jiù zài ànshang zhù tīngguàn liǎo shāogōng de hàozi kànguàn liǎo chuánshàng de báifān Zhè shì měilì de zǔguó shì wǒ shēngzhǎng de dìfāng zài zhè piàn liáokuò de tǔdìshang dàochù dōu yǒu míngmèi de fēngguāng Gūniáng hǎoxiàng huār yīyàng xiǎohuǒr xīnxiōng duō kuānguǎng wèiliao kāipì xīn tiāndì huànxǐng liǎo chénshuì de gāoshān ràng nà héliú gǎibiàn liǎo móyàng Zhè shì yīngxióng de zǔguó shì wǒ shēngzhǎng de dìfāng zài zhè piàn gǔlǎo de tǔdìshang dàochù dōu yǒu qīngchūn de lìliang Hǎo shān hǎo shuǐ hǎo dìfāng tiáotiáo dàlù dōu kuānchàng péngyou lái liǎo yǒu hǎo jiǔ ruòshì nà cháiláng lái liǎo yíngjiē tā de yǒu lièqiāng Zhè shì qiángdà de zǔguó shì wǒ shēngzhǎng de dìfāng zài zhè piàn wēnnuǎn de tǔdìshang dàochù dōu yǒu hépíng de yángguāng | I tchiao Ta-che po-lang kchuan feng čchuej tao chua-siang liang-an wo-ťia ťiou caj an-šang ču tching-kuan liao šao-kung te chao-c' kchan-kuan liao čchuan-šang te paj-fan Če š' mej-li te cu-kuo š' wo šeng-čang te ti-fang caj če pchien liao-kchuo te tchu-ti-šang tao-čchu tou jou ming-mej te feng-kuang Ku-niang chao-siang chua-er i-jang siao-chuo-er sin-siung tuo kchuan-kuang wej-liao kchaj-pchi sin tchien-ti chuan-sing liao čchen-šuej te kao-šan žang na che-liou kaj-pien liao mo-jang Če š' jing-siung te cu-kuo š' wo šeng-čang te ti-fang caj če pchien ku-lao te tchu-ti-šang tao-čchu tou jou čching-čchun te li-liang chao šan chao šuej chao ti-fang tchiao-tchiao ta-lu tou kchuan-čchang pcheng-jou laj liao jou chao ťiou žuo-š' na čchaj-lang laj liao jing-ťie tcha te jou lie-čchiang če ši čchiang-ta te cu-kuo š' wo šeng-čang te ti-fang caj če pchien wen-nuan te tchu-ti-šang tao-čchu tou jou che-pching te jang-kuang |